# Роторний екскаватор

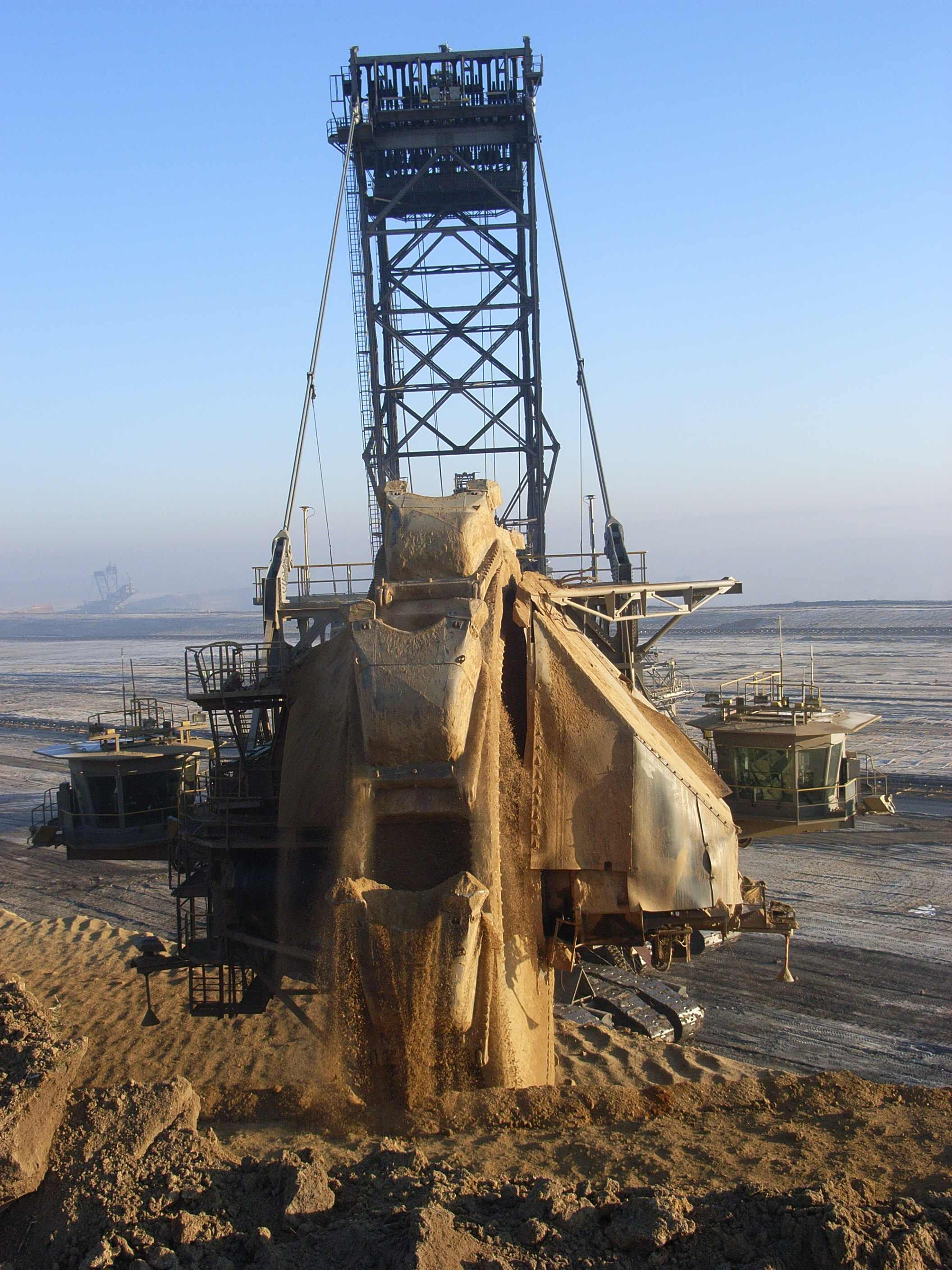
Роторний екскаватор

Роторний екскаватор (рос. роторный экскаватор, англ. bucket-wheel excavator, rotary excavator; нім. Schaufelradbagger m) – самохідна виймально-навантажувальна машина безперервної дії з робочим органом у вигляді колеса, що обладнане ковшами. 

## Історія
Роторні екскаватори використовуються у гірничодобувній промисловості протягом останнього століття, з деякими з перших, що були виготовлені у 1920-х роках. Вони використовуються спільно з багатьма іншими видами гірничодобувного обладнання (конвеєрні стрічки, розподілювачі, станції дроблення, системи відвалів тощо) для переміщення та видобутку величезних кількостей пустих порід (відходів). Хоча загальні концепції, які лежать в основі ковшового екскаватора, не змінилися значно, їхні розміри значно зросли після закінчення Другої світової війни.
У 1950-х роках дві німецькі гірничодобувні компанії замовили перші у світі дуже великі роторні екскаватори і побудували три таких екскаватора для видобутку бурого вугілля поблизу Кельна, Німеччина. Німецькі роторні екскаватори мали колесо діаметром понад 16 метрів, вагою 5500 коротких тонн (5000 тонн) і довжиною понад 180 метрів, з вісімнадцятьма гусеничними блоками для руху і могли зрізати смугу понад 180 метрів за один раз.
Роторні екскаватори, побудовані з 1990-х років, такі як Bagger 293, досягли розмірів висотою до 96 метрів, довжиною 225 метрів і вагою до 14200 тонн. Саме ковшове колесо може бути діаметром понад 21 метр з двадцятьма ковшами, кожен з яких може вміщати понад 15 м³ матеріалу. Роторні екскаватори також вдосконалилися з точки зору екстремальних умов, у яких вони тепер здатні працювати. Багато роторних екскаваторів були спроектовані для роботи в кліматичних умовах з температурами до −45 °C. Розробники тепер зосереджують свою увагу на автоматизації та використанні електричної енергії.

## Загальний опис
Виконується на гусеничному чи крокуючо-рейковому ходу з висувною або пересувною стрілою і застосовується для розкривних і видобувних робіт верхнім (переважно) та нижнім черпанням; призначена для розробки пластів гірських порід, видалення породи у відвал чи навантаження гірничої маси у транспортні засоби. Застосовується на породах і вугіллі малої й середньої міцності. Місткість ковшів, закріплених на роторному колесі 0,12–3,5 м3. Кількість ковшів на колесі 8-22 шт. Діаметр ротора 3,2–18 м. Продуктивність 690–12500 м3/год. 
В Україні є великий досвід виготовлення Р.е. – на заводах у Донецьку, Маріуполі, Краматорську. За рубежем кар'єрні Р.е. виготовляють у ФРН, Чехії, Японії і США. Розвиток Р.е. йде по шляху створення машин великої продуктивності і моделей із збільшеним питомим зусиллям копання (2–3 МПа) і укороченими лінійними параметрами. 

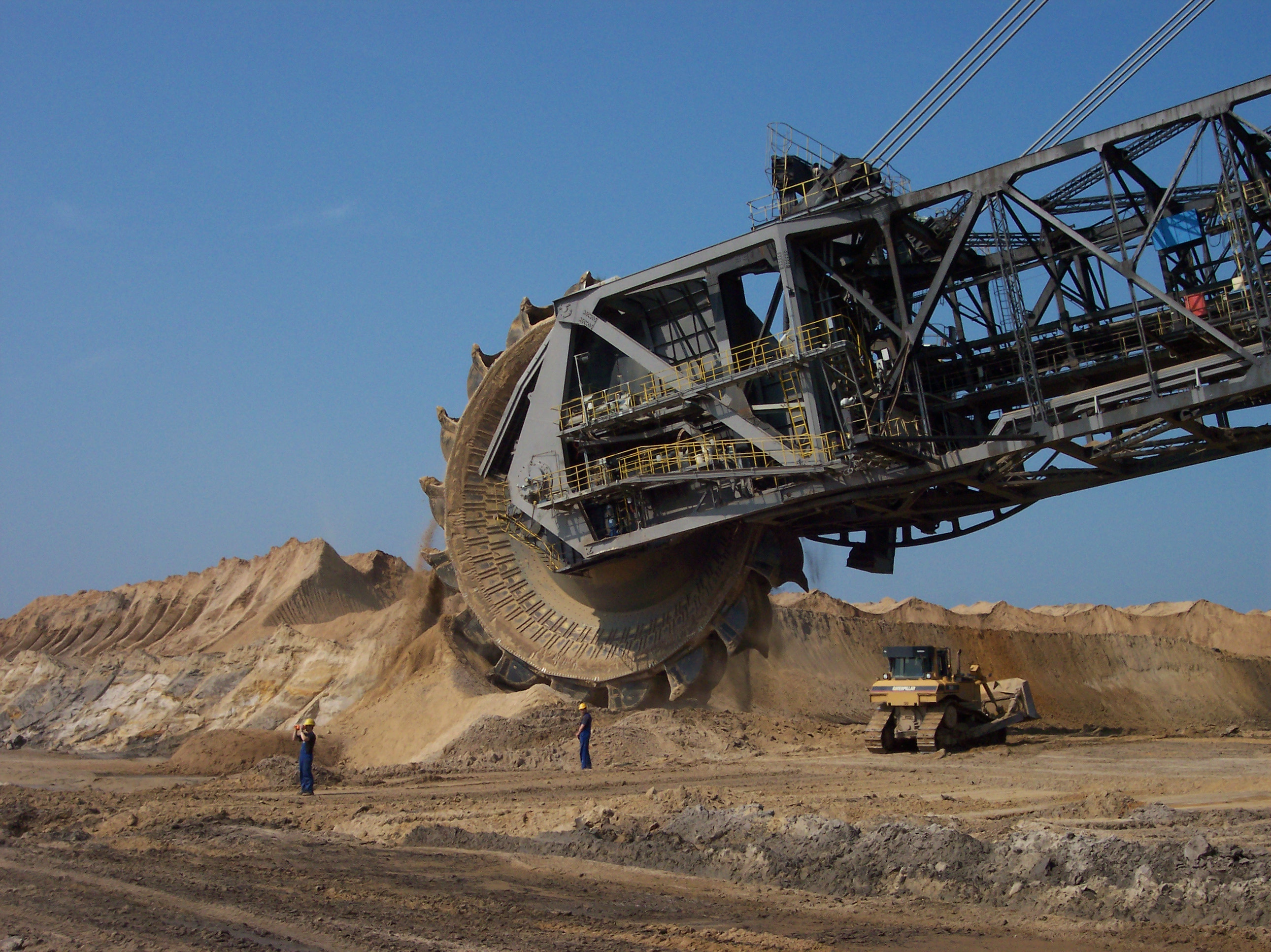
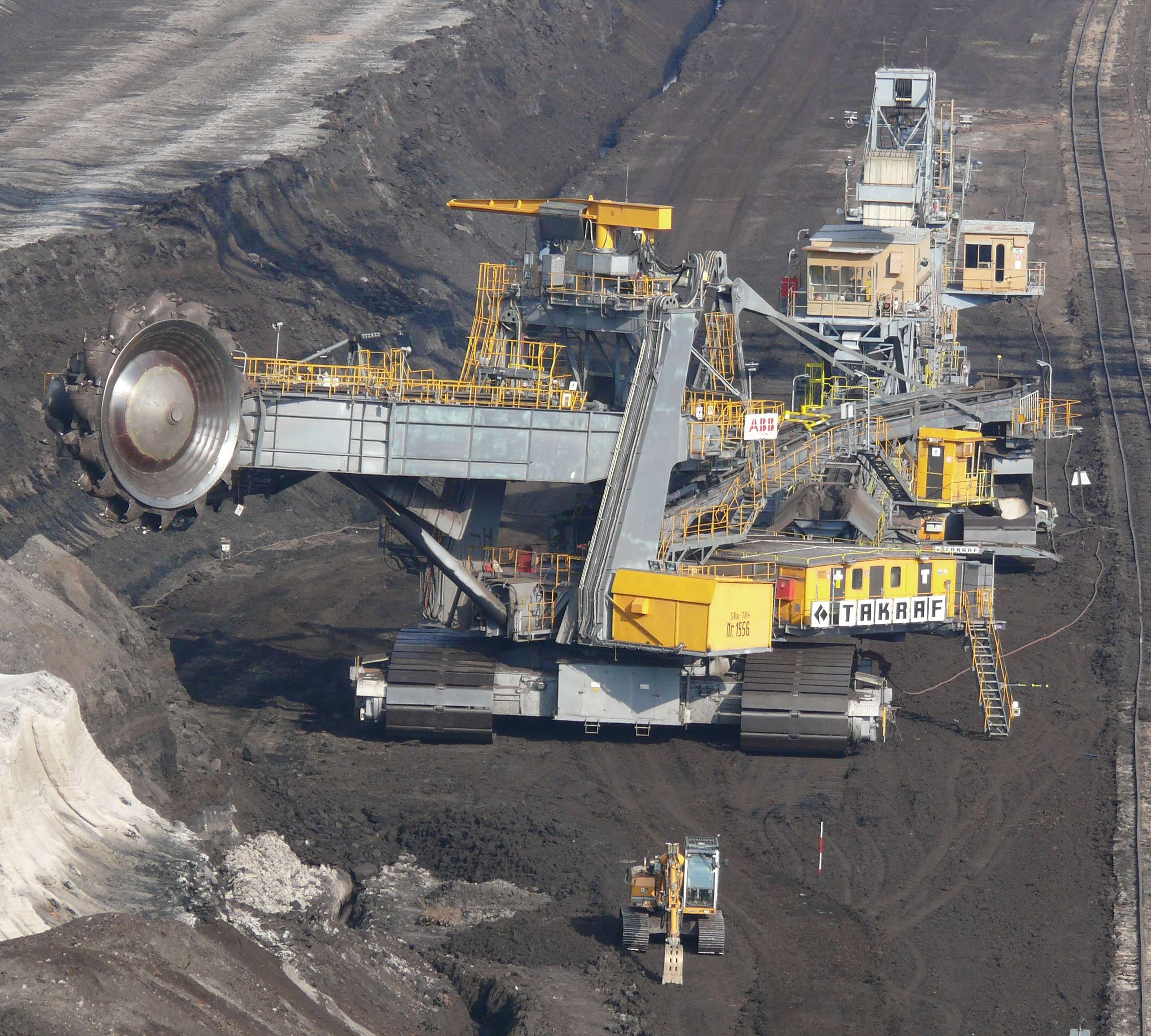

## Різновиди
- Bagger 293 — роторний екскаватор, найбільша рухома установка для гірничих робіт.

## Технологічний цикл роботи роторного екскаватора
Період відпрацювання одного блоку, протягом якого виконується відповідний комплекс робочих та допоміжних операцій,що відповідає прийнятому способу розробки вибою. Час технологічного циклу залежить від продуктивності екскаватора та параметрів відроблюваного блоку.